# Museu de Copenhaga
O Museu de Copenhaga (Københavns Bymuseum) é o museu oficial da cidade de Copenhaga, cujos desenvolvimento e História ilustra. No exterior, junto à entrada do museu, encontra-se um modelo em larga escala da Copenhaga medieval.
O museu está localizado no antigo edifício do Real Clube de Tiro, em Vesterbrogade 59, Vesterbro. A entrada é livre à sexta-feira.